# Cricket
Cricket – album wydany w 1993 roku przez zespół Happy Cactus. Płyta zawiera 14 kompozycji. Dotychczas nie dokonano jej reedycji.
Zespół tworzyli: Colin Meloy, David Casey, Deidre Casey i Mark Schummer.

## Lista utworów
01. Salvation – 3:25 (Meloy, Casey)
02. Sunday – 2:09 (Meloy, Casey)
03. How 'Bout? – 3:31 (Meloy, Casey)
04. Halo of Eyes – 4:56 (Meloy, Casey)
05. Step Behind – 3:07 (Casey, Casey, Meloy)
06. Lose Again – 3:13 (Meloy, Casey, Casey, Schummer)
07. Elizabeth – 2:25 (Meloy)
08. Frigid Catfish – 2:08 (Casey)
09. Blind – 3:36 (Casey, Casey, Meloy)
10. Only for You – 5:48 (Meloy, Casey)
11. Flying – 2:31 (Meloy)
12. Mussolini Never Ate Ice Cream – 2:46 (Meloy)
13. Say Goodbye – 2:58 (Meloy)
14. Fever – 5:13 (Casey, Casey, Meloy)